# ティトゥス・ウェルギニウス・トリコストゥス・ルティルス
ティトゥス・ウェルギニウス・トリコストゥス・ルティルス（ラテン語: Titus Verginius Tricostus Rutilus、- 紀元前463年）は共和政ローマ初期の政治家・軍人。紀元前479年に執政官（コンスル）を務めた。

## 家族
パトリキ（貴族）でるウェルギニウス氏族の出身。父のプラエノーメン（第一名、個人名）はオピテルであり、紀元前502年の執政官オピテル・ウェルギニウス・トリコストゥスであると思われる。また紀元前486年の執政官プロクルス・ウェルギニウス・トリコストゥス・ルティルス、紀元前476年の執政官アウルス・ウェルギニウス・トリコストゥス・ルティルスは兄弟である。また、紀元前478年の補充執政官オピテル・ウェルギニウス・エスクィリヌスも兄弟の可能性がある。

## 経歴
ルティルスは紀元前479年に執政官に就任。同僚執政官はカエソ・ファビウス・ウィブラヌスであった。
ティトゥス・リウィウスによれば、ルティルスはウェイイとの戦いを担当したが、彼の無分別な行動のためにローマ軍はほとんど包囲されそうになった。アエクイ領に攻め込んでいたが戦闘らしい戦闘のなかったファビウスが引き返し、ようやく救出された。その後ウェイイは神出鬼没のゲリラに訴えたため、業を煮やしたファビウス氏族は単独での対ウェイイ作戦を展開する事となった。
ルティルスはいつかは不明だがアウグル（鳥占官）に就任しており、紀元前463年に流行した疫病では多数の要人が死亡したとされ、その中に二人のアウグルのうちの一人としてルティルスの名前も挙げられている。

## 参考資料
- ティトゥス・リウィウス『ローマ建国史』
- カピトリヌスのファスティ